# Vico del Gargano
Vico del Gargano (fino al 1862 ufficialmente denominata Vico; Vàichë in dialetto locale) è un comune italiano di 7 188 abitanti della provincia di Foggia in Puglia.
Fa parte del parco nazionale del Gargano e della comunità montana del Gargano. È uno dei comuni de "I borghi più belli d'Italia". Le sue frazioni San Menaio e Calenella sono due località balneari.

## Geografia fisica
Il comune di Vico del Gargano occupa un'area di 110,4 km² nella parte nord-orientale del Promontorio del Gargano. Il territorio comunale presenta un'escursione altimetrica accentuata (da 0 a 782 m s.l.m.), dalle alture submontane della Foresta Umbra, alle spiagge di San Menaio e Calenella. Il paesaggio nell'interno è tipico del bosco di faggi e di abeti, lungo la costa sono presenti foreste di pini d'Aleppo (Pineta Marzini). Diffusi uliveti secolari e agrumaie mediante terrazzamenti sulla costa. La geologia è carsica con numerose grotte anche marine.
Vico del Gargano costituisce il cuore del Parco nazionale del Gargano comprendendo nel suo territorio la maggior parte della Foresta Umbra.

### Sismicità
L'intero territorio comunale di Vico è parte integrante del distretto sismico del Gargano.
- Classificazione sismica: zona 2 (sismicità media)[5]

## Storia

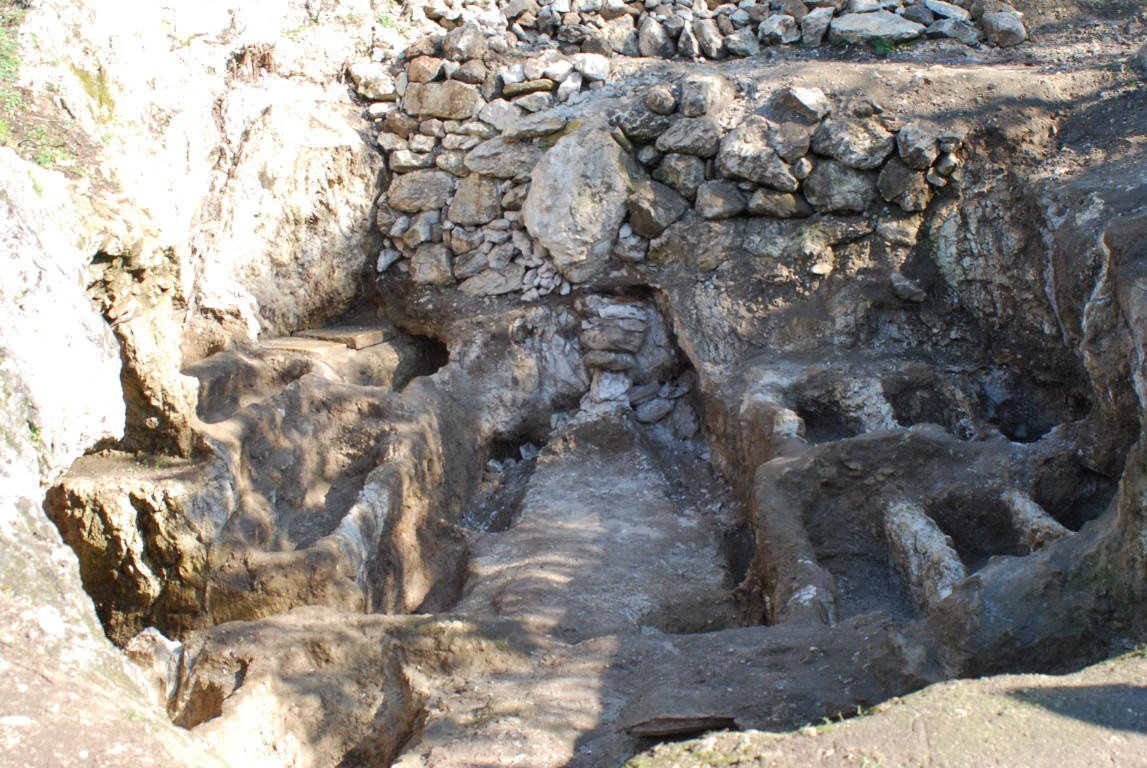
Alcune delle numerose sepolture nella necropoli di Monte Pucci

La presenza dell'uomo è documentata sin dalla più remota antichità sul territorio vichese. Stazioni e siti paleolitici, neolitici, eneolitici sono presenti un po' dappertutto.
Secondo la tradizione storiografica, il centro abitato odierno avrebbe avuto un'origine analoga a quella della vicina Peschici, ossia ad opera di soldati mercenari Schiavoni venuti dalle coste orientali dell'Adriatico. Gli Schiavoni, dopo essersi insediati in prossimità di una necropoli dell'età del ferro posta su un'altura chiamata Tabor, si mescolarono ai residenti locali raccolti in un unico centro fortificato che fu chiamato Vico.
Sempre secondo questa tradizione, la cittadina fu fondata nel 970 d.C. dal leggendario condottiero schiavone Sueripolo che, al servizio dei Bizantini (o di Ottone I), aveva scacciato dal Gargano i pirati Saraceni che lo avevano trasformato in un loro covo. Tuttavia, il primo documento ufficiale che attesta la presenza di un Castrum Vici sul Gargano risale al 1113 (secondo i documenti ritrovati nell'Archivio di Stato di Napoli) quando la zona era parte del normanno Ducato di Puglia e Calabria. Questa prima fortezza sarà in seguito ampliata dall'imperatore e re di Sicilia Federico II nel 1240. Durante il periodo feudale Vico fu possesso delle più importanti famiglie napoletane, tra le quali i Caracciolo e gli Spinelli.
Il disastroso terremoto del 1646 causò a Vico gravi danni materiali, specialmente al convento dei frati cappuccini minori, oltre che la morte di 40 cittadini.
Il periodo dei Lumi portò un rinnovamento culturale che culminò con la fondazione della celeberrima Accademia degli Eccitati viciesi, la nascita di Michelangelo Manicone, l'innalzamento dell'Albero della libertà e la costruzione del cimitero monumentale di San Pietro extra moenia (uno dei primi in Europa).
L'Ottocento vide la nascita ed il prosperare della coltivazione ed il commercio degli agrumi. Attività fiorenti fino a metà Novecento ed oggi in declino.
Dopo l'annessione sabauda fu covo di molte bande di briganti che combattevano contro l'ordine costituito (e perciò, in questo caso, a favore della restaurazione borbonica); la Foresta Umbra era la loro base sul Gargano.

## Monumenti e luoghi d'interesse

### Architetture religiose

#### Chiesa matrice

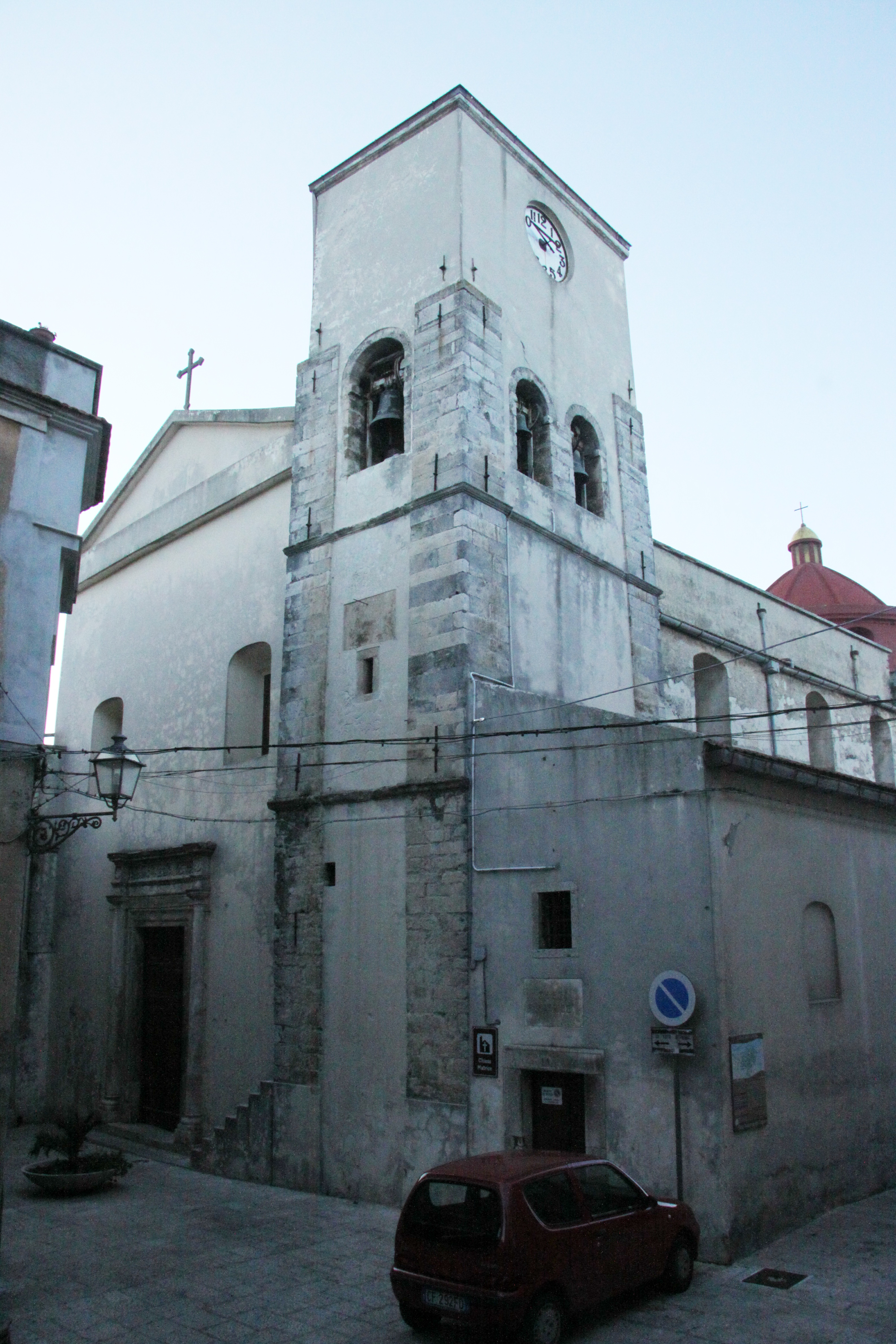
Facciata della chiesa Matrice

Sotto il titolo "della Beatissima Vergine Assunta", la parrocchiale più antica di Vico fu fondata accanto al castello, a coronamento di un'altura ai cui fianchi si stringono tuttora assiepate le case della Civita e del Casale. La semplice facciata dell'edificio, chiusa da un timpano triangolare, è ingentilita da un portale trabeato in pietra viva. Sull'architrave a motivi vegetali, sorretto da due semicolonne, un'iscrizione con la data del 1675. Un'ariosa torre campanaria quadrangolare e una cupola a costoloni sagomano il vertice dell'impianto a fuso d'acropoli della cittadina. A tre navate, la chiesa è provvista di undici altari e "de Jure, et de consuetudine si mantiene, e ripara dalla Università di detta Terra". Nella descrizione, che ne fa l'arcivescovo Orsini nel 1678, erano ricordati l'altare di San Valentino, patrono di Vico già da sessant'anni, e l'altare del SS. Crocifisso sotto il patronato di D. Troiano Spinelli marchese di Vico. Alla metà del Settecento la chiesa viene insignita del titolo di Collegiata e, al tempo della Statistica del Mattei, "vi uffiziano quotidianamente sedici canonici insigniti"

#### Chiesa della Misericordia
"Discosto quasi un tiro di schioppo dal convento di S. Domenico, trovasi a fronte di strada pubblica una cappella isolata sotto il titolo della Misericordia", così è descritta la chiesetta nella Relazione d'apprezzo del feudo di Vico. Già un secolo prima era stata restaurata - ne fa fede la data 1626 scalpellata sul portale, alla sommità di una gradinata, ad opera della Confraternita, che da due anni aveva cura dell'unico altare di S. Maria Misericordiarum seu ad Nives (preziosa la statua lignea). In documenti della metà dell'Ottocento sono riportate le dimensioni: lunga palmi 20, larga e alta palmi 18, che interventi successivi arricchiscono. Tra questi un organo nel 1861 e, nel 1902, un ampliamento con una sopraelevazione della facciata, coronata da un timpano triangolare.

#### Chiesa dei Santissimi apostoli Pietro e Paolo
È situata in quella che una volta era la piazza più importante del paese (ossia piazza San Domenico), la chiesa, con annesso il convento dei Padri Predicatori Domenicani, sotto il titolo dell'Assunta. Nella diocesi di Manfredonia, il convento di Vico con otto frati (cinque sacerdoti, due conversi e un terziario) era nel Seicento il quarto della "Natione di Capitanata", dopo Foggia, Manfredonia e Lucera. Negli Acta della Santa Visita dell'Orsini, risulta eretta nella chiesa, "sub data die ultima Junij 1631" la Confraternita di S. Vincenzo Ferreri nella cappella ancora esistente. Il luminoso tempio, a navata centrale con copertura a botte e navatelle laterali con quattro cappelle a sinistra e tre a destra, per decreto di mons. Eustachio Dentice nel 1818 è diventato parrocchia dei SS. Apostoli Pietro e Paolo. Soppresso nel settembre 1809 e per metà passato allo Stato italiano, il convento è oggi sede del Municipio.

#### Chiesa di San Giuseppe
Chiesa nel quartiere Terra o Borgo Vecchio, di grande suggestione e per il suo schema planimetrico, con una navatella laterale che sembra aggrapparsi a quella centrale mediante archetti, e per la presenza dell'artistica statua lignea del Cristo Morto. Del simulacro vi è già notizia nella Relazione d'apprezzo del feudo di Vico, venerato sotto l'altare della Beata Vergine della Consolazione. Successivo forse a quell'unico altare, che, nell'Appendix del Sinodo Sipontino del 1678, risulta non avere "rendita sufficiente per la sua manutenzione. Supplisce però decentemente la Congregazione de' fedeli in essa esistente". Certamente l'attiva Confraternita dei Cinturati di S. Agostino e S. Monica, nel secolo scorso avrà fatto realizzare il portale di gusto neoclassico. Un'antica Confraternita, che anche di recente ha meritoriamente provveduto a restauri necessari, nel corso dei quali è venuta in luce una sepoltura che si apre sulla strada, forse quella di un eremita che aveva cura del luogo e degli arredi sacri.

#### Chiesa di San Marco

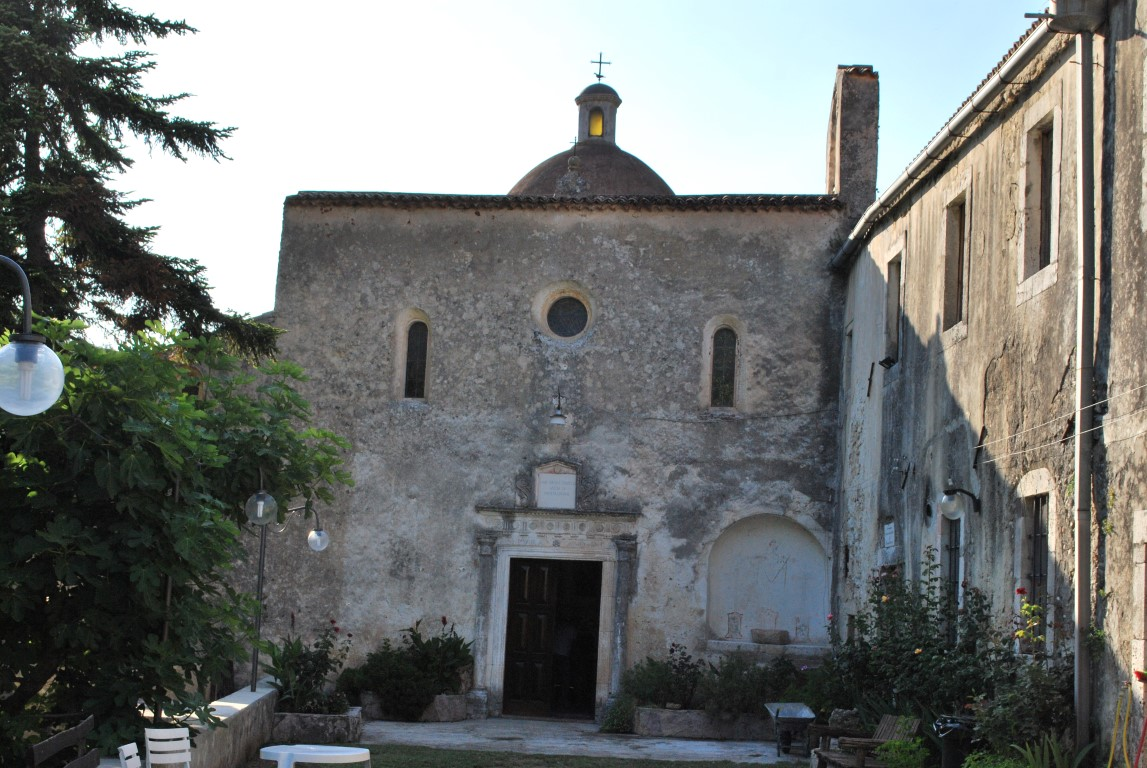
Facciata della chiesa di Santa Maria Pura

È tradizione che per voto la chiesa sia stata costruita da gente de Dalmatia. Nella convenzione stipulata il 23 settembre 1607 tra l'Università della Terra di Vico e l'Università del Casale (un quartiere, fuori le mura, nato per ospitare famiglie slave ed albanesi ivi immigrate), quest'ultima chiede che sia assicurato anche il pagamento del cappellano di S. Marco. La chiesa, extra moenia è con due altari al tempo della Santa Visita dell'Orsini, risale al XIV secolo. Lo confermano importanti affreschi, scoperti di recente, l'impianto dell'edificio e la data del 1365 sulla campana custodita nella sacrestia, forse l'originaria campana della chiesa. Nella prima metà del Settecento, agli altari della Madonna delle Grazie e di S. Marco, si era aggiunto quello di S. Giorgio. Attiguo alla chiesa il monastero femminile della Visitazione che, autorizzato da Ferdinando II, rimane attivo solo per i primi decenni dell'Ottocento (sono dieci le religiose nel 1837).

#### Chiesa di Santa Maria Pura
È una piccola chiesa appena fuori le mura, sotto l'antica Civita, a guardia di un torrente che dà origine all'Asciatizzi. Questa è una delle poche acque perenni del Gargano che dopo aver raccolto molte altre sorgenti sfocia in mare nel comune di Rodi Garganico (in località Molino di Mare). La chiesa è di impianto sei-settecentesco ed è impreziosita all'interno da decorazioni e statue in pietra tenera locale che si presumano essere di barocco leccese. Il nome lo deve alla pia costumanza di seppellirvi le vergini ed i fanciulli, come è attestato nel “Libro dei Defunti” conservato nella Chiesa Madre con scritturazioni che vanno dal 1600 in avanti. Si ritiene localmente che la Chiesa poggi, addirittura, su strutture molto più antiche forse il tempio di Calcante da altri localizzato, invece, nel sito della Basilica di S. Michele a Monte S. Angelo. Non risultano, comunque, documentati scavi o ricerche archeologiche che possano in qualche modo comprovare la leggenda. Annesso alla Chiesa di S. Maria Pura trovasi una fabbrica molto restaurata, che fu già ospedale tenuto dai “Fatebenefratelli” per il ricovero di militari ammalati nel XVIII secolo.

#### Chiesa di Santa Maria degli Angeli

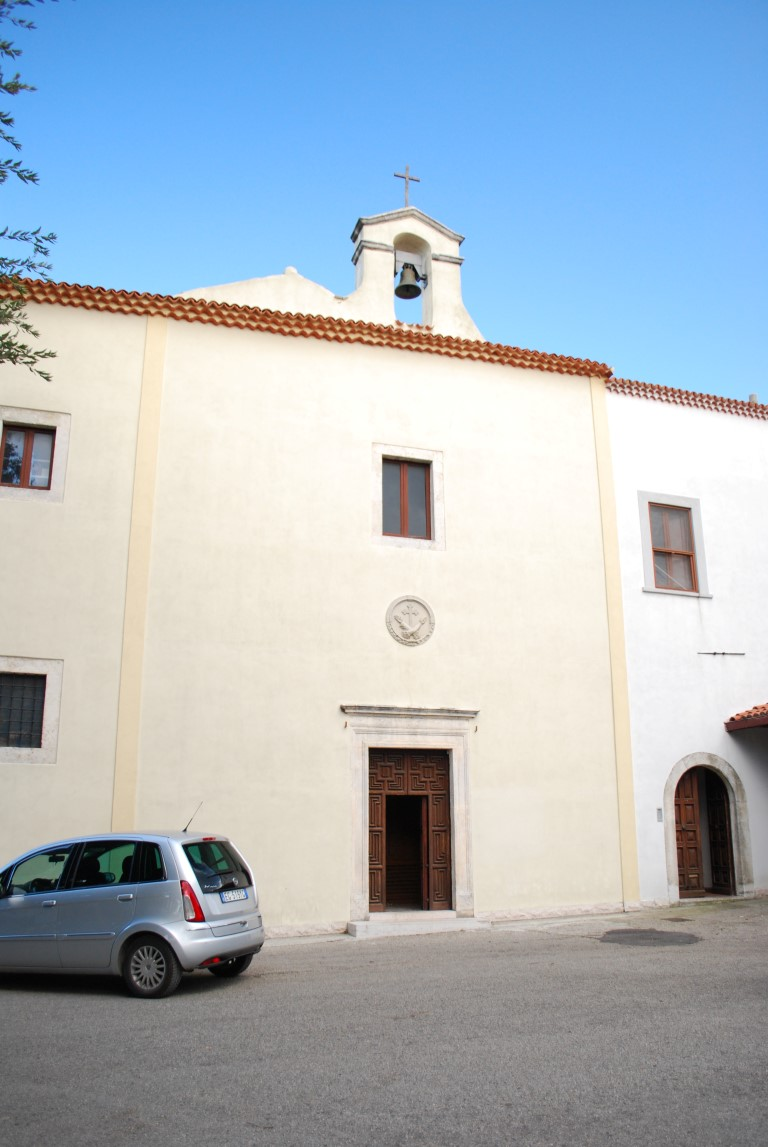
La facciata del complesso conventuale di Santa Maria degli Angeli

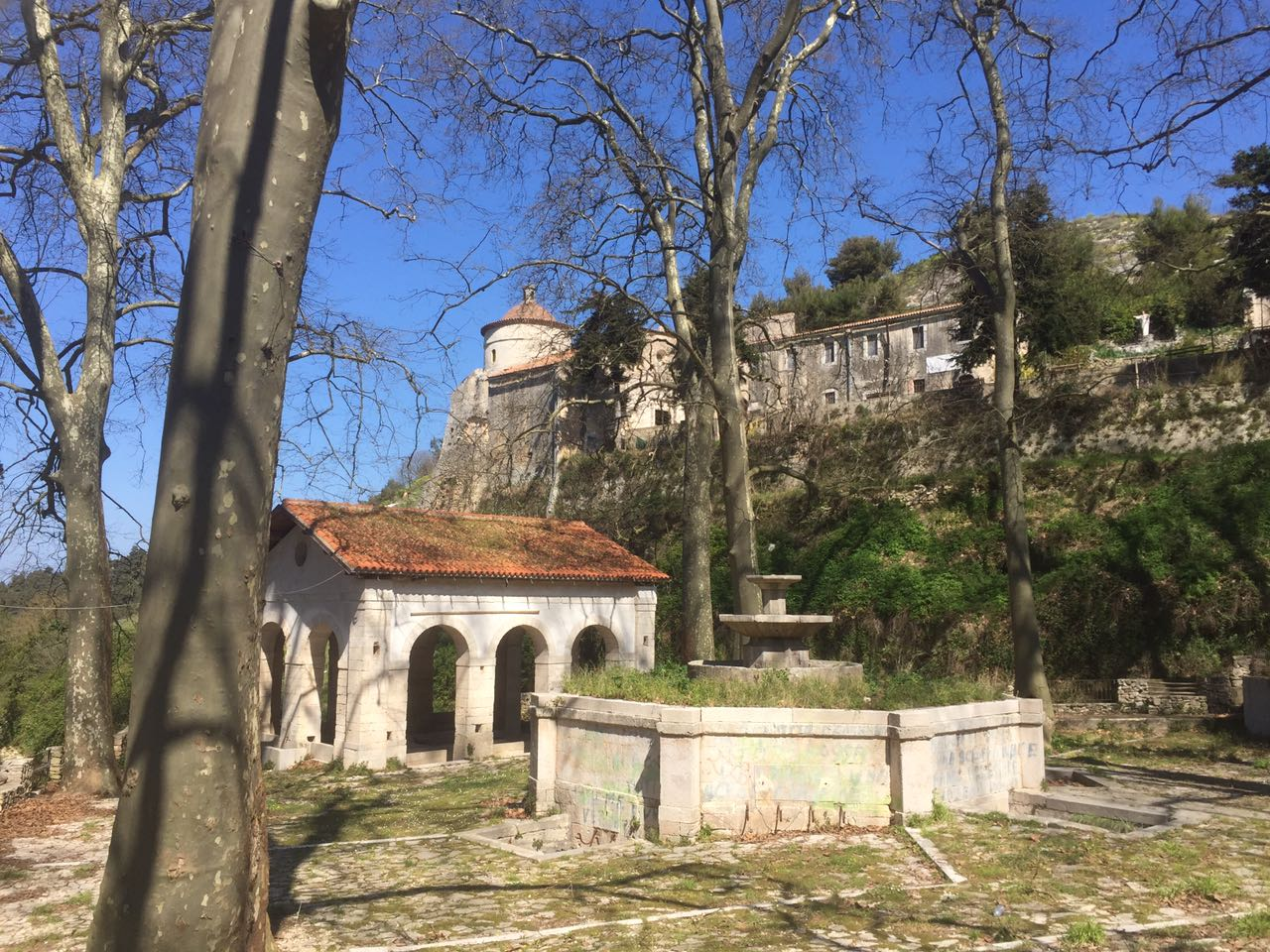
Fontana situata sotto alla chiesa di Santa degli Angeli

Il Convento, noto tra il popolo anche con il titolo del SS. Crocifisso, sorse a circa un miglio dal centro abitato su un'amena collina intorno all'anno 1556, ad opera dell'Ordine dei Cappuccini, da poco fondato (breve di Clemente VII del 28 maggio 1526). Va detto che sulla collina, il cui intorno fu sede di antichissimi insediamenti umani forse neolitici, sorgeva una Cappella fin dal secolo X. Non è stato ancora possibile localizzare tali strutture quasi sicuramente conglobate nelle murature del Convento e della Chiesa. Si è però ipotizzato che possano corrispondere all'attuale Sacrestia. Il Convento su due piani a base rettangolare con Chiostro originario del tipo frequente nei molti Conventi francescani del Gargano. L'ala Nord ed Ovest sono particolarmente ben conservate. Alla chiesa, originariamente ad una sola navata, ne fu aggiunta un'altra all'atto della ricostruzione seguita al crollo causato dal terremoto del 1646. La ricostruzione avvenne a spese del feudatario del luogo, Caracciolo, con il concorso del popolo. Molte opere d'arte nobili, specie olii su tela, sono conservate nella chiesa. Vi si trova, tra le altre statue lignee, un celebre crocifisso opera di un intagliatore veneziano del XVII secolo. Sul sagrato è presente una quercia secolare come testimonianza dell'antica selva che una volta copriva l'intero territorio di Vico fino al mare.

#### Chiesa di San Martino
«Cappella piccola sotto il titolo di S. Martino, jus padronato del R.D. Biagio Altilia e consiste in una stanza coverta a tetto con astraco nel suolo, in testa della quale sta altare di fabbrica addetta al suddetto Santo, e vi celebra ogni giorno», si legge così nella Relazione d'apprezzo del feudo di Vico redatta nel 1726 e pubblicata da Gennaro Scaramuzzo. A ridosso del palazzo Caracciolo è l'altare, sormontato da un'originale nicchia ogivale in pietra. Questo al tempo dell'arcivescovo Orsini «si mantiene coll'entrare del beneficio in essa esistente». La chiesetta, costruita dentro le mura e dedicata ad un santo che ricordava di certo la terra di origine di qualche feudatario, è stata di recente restaurata. Non è tuttavia ancora stata adeguata e aperta al culto.

#### Chiesa di San Nicola
La chiesa, nota come "cappella di San Nicola di Mira", esisteva nel 1676, come riporta la relazione
visita pastorale del cardinale Vincenzo Maria Orsini, in seguito divenuto papa Benedetto XIII: all'epoca era tuttavia in cattive condizioni; aveva un unico altare, un'immagine del santo («Iconem pulvere deturpatam») e una teca contenente la manna di San Nicola. Era sede della confraternita di San Nicolò dei morti ed aveva tre sepolture: per i confratelli, per le consorelle e per la famiglia patronale dei De Avello. La cappella fu riconsacrata per ordine del cardinale nel 1678, come ricorda una lapide posta sulla parete sinistra.
La chiesa è inoltre descritta nel resoconto di una seconda visita del 1726, come avente un'unica navata con un soffitto di tavole dipinte.
Dal 1810 è divenuta sede dell'arciconfraternita del Santissimo Sacramento. Nel Novecento subì lavori di ampliamento.
In facciata è presente un portale cinquecentesco in pietra locale, fiancheggiato da due semicolonne lisce sormontate da una trabeazione a metope e triglifi; il tutto coronato da una nicchia inserita fra volute. Sull'architrave è tracciata la scritta "Memento mori". Una lapide in pietra sulla parete destra ricorda che l’altare lì situato era dedicato ai defunti (Altare privilegiatum quotidianum perpetuum pro defunctis), mentre una lapide commemorativa sul lato opposto ricorda la riconsacrazione della chiesa nel 1678.

#### Chiesa di San Pietro

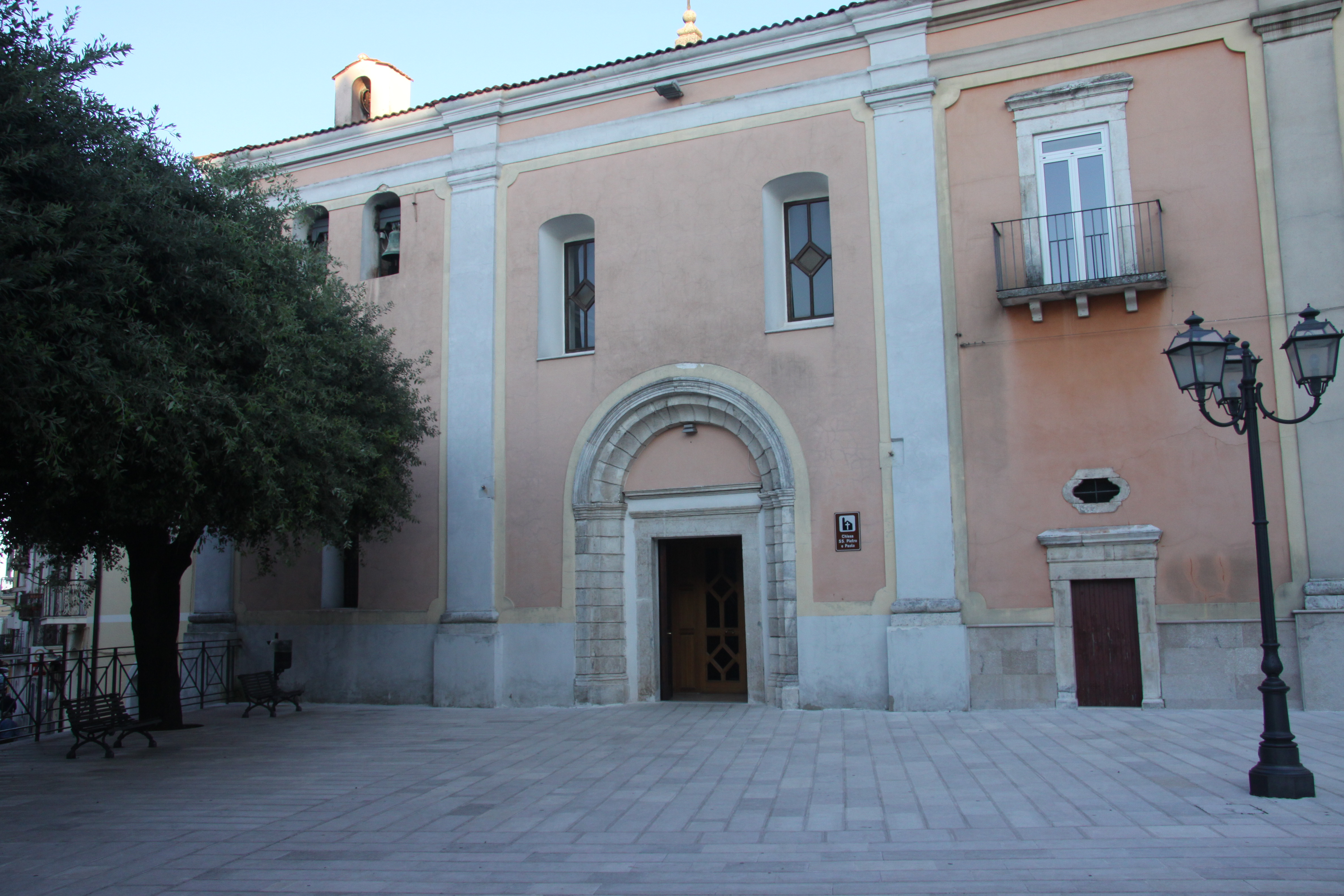
Chiesa di San Pietro e Paolo

Da tempo immemorabile esisteva sul "Tabor" una cappella che divenne chiesa, quindi tempio, sormontato nel secolo XVIII, da una cupola, e dedicata all'Apostolo Pietro. Da documenti medioevali risulta essere la chiesa di San Pietro in Vico già celebre ai tempi dei Normanni. Molte donazioni furono fatte a questa chiesa la quale è nominata in un Breve di Papa Alessandro III del 1167; negli atti di conferenza di Clemente III del 7 ottobre 1197. Nel 1264, con le terre e le abitazioni, venne concessa in enfiteusi al giudice Gualtieri. La chiesa con i suoi tenimenti fu anche "Grancia" del monastero di San Leonardo di Siponto che, per molti secoli, appartenne all'Ordine Teutonico (poi dei Cavalieri di Malta). La Chiesa fu trasformata, con terreno annesso, in cimitero extra moenia dal canonico vichese Pietro Finis nell'anno 1792 (data di inaugurazione). Fu il terzo cimitero d'Italia ad essere istituito fuori le mura di una città (dopo quelli di Pisa e Napoli) consentendo così di abbandonare l'uso di seppellire nelle chiese. Andato in disuso il Cimitero, con il tempo, e, caduta in rovina la chiesa (che fu semidiroccata da eventi meteorologici) questa è stata recentemente (1979-71) rimessa in pristino con un vasto restauro reintegrativo che ha cercato di riprodurre la forma originaria e mantenere in essere quanto ancora esistente. Sul colle ove sorge la Chiesa furono ritrovate, all'atto della costruzione del moderno Istituto di S. Pietro, importanti reperti di tombe antiche tra cui lo scheletro di un guerriero di notevoli proporzioni. Non essendoci parroco o monaco che la governi è chiusa tranne in alcuni giorni particolari.

### Architetture militari

#### Il castello
Nella sagoma quadrilatera del castello moduli architettonici diversi evidenziano tempi, funzioni e culture artistiche che si succedono, dai Normanni agli Aragonesi. Motivi di difesa sono alla base del primo impianto del complesso, che in età sveva assume gli ideali residenziali di una domus solaciorum, di una dimora signorile per gli svaghi di cortigiani e forse anche dello stesso imperatore Federico II. Questi, nel 1234, aveva dato in dote alla terza moglie, Isabella d'Inghilterra, Vico e i paesi garganici compresi nell'Honor Montis Sancti Angeli.
Il nucleo più antico del castello si sviluppa sull'asse nordest-sudest, chiuso agli angoli da torri quadrate.
Quella di nordest si eleva su una scarpa di base a blocchi sagomati e smussati, evidenziata da un costolone marcapiano; l'altra di sudest culmina con un'elegante bifora, descritta da A. Haseloff ("un capitello a foglie piatte e grossi bulbi obliqui"), e con l'originaria merlatura. Quasi a rinsaldare quest'ultima slanciata struttura angolare, un bastione circolare di fortificazione, la cosiddetta torre maestra, ricorda il periodo aragonese. E gli adattamenti per bocche di fuoco, accanto alle balestriere, riportano al ricorrente dramma della guerra, all'assedio e al cannoneggiamento di Vico nel 1529, da parte degli spagnoli.

#### Le Pietre Della Memoria
Nella piazza San Domenico la quale ospita il comune ospita anche un monumento per i caduti cittadini del paese chiamato Pietre Della Memoria, dove sono stati scritti su lastre di marmo tutti i cittadini partiti per la guerra e mai più tornati.

#### La cinta muraria

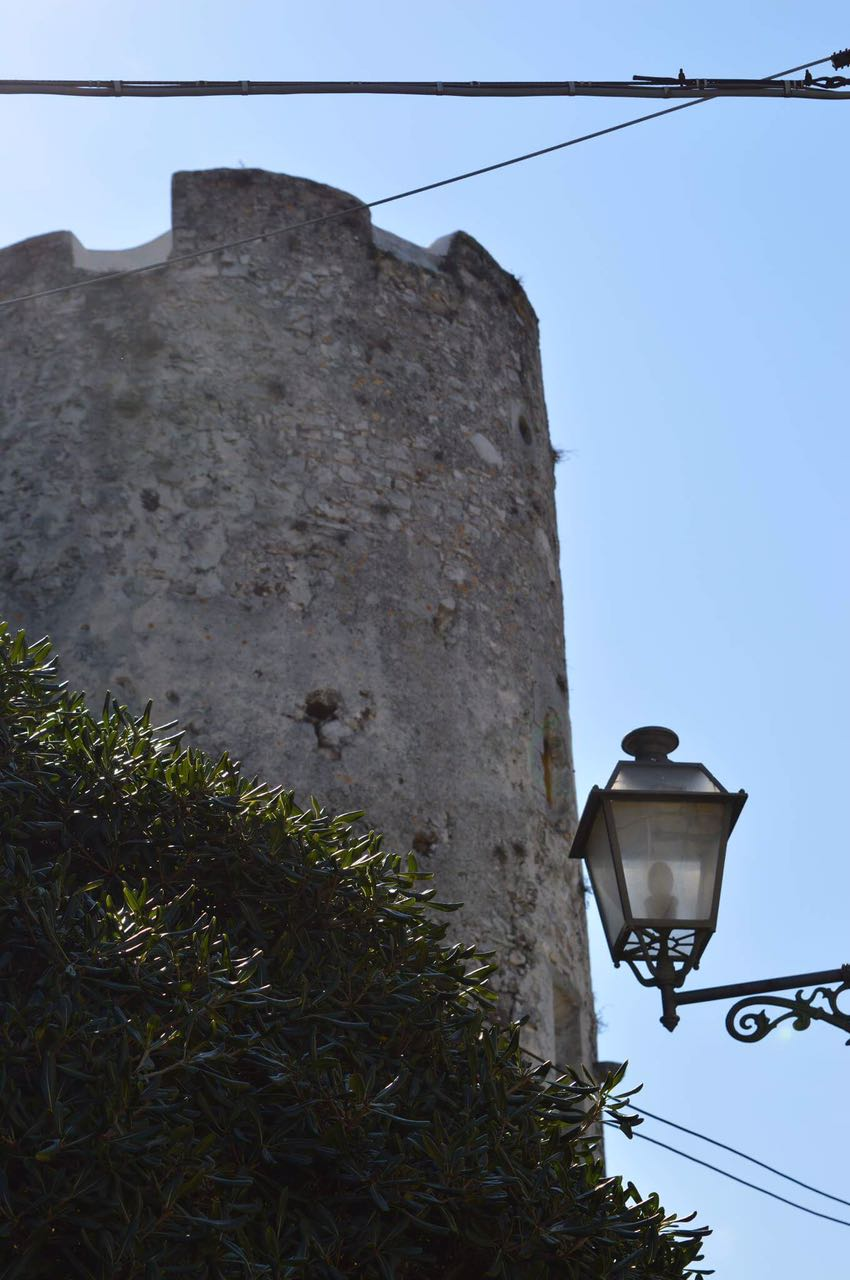
Torre della cinta muraria di Vico del Gargano

Nel 1292 Teodisco de Cuneo maestro dei balestrieri, uomo d'armi, provvede Vico di un organizzato sistema di difesa con una cinta muraria guarnita di circa venti torri. Questa la descrizione che se ne fa nella “Relazione d'apprezzo del Feudo di Vico”: «La maggior parte di essa che forma il pieno di detta terra sta racchiusa da mura ad uso di fortelizio, ripartito di quando in quando da torri rotondi e quadre, mercé dei quali mura non si permette altro ai cittadini, che l'entrare ed uscire a detta terra per una sola porta, della quale ne tiene il dominio la Casa Marchesale, e questo ad oggetto di impedire qualche incursione dei Turchi che per l'addietro si dice essere giunti fino al recinto di detta terra, per la qual causa nacque l'uso di farsi eleggere dal Barone una persona sotto nome di Camberlengo, affinché invigilasse all'apertura e chiusura di detta porta, e di camminarsi la notte con suoi Giurati e Soldati e ritrovando persone fuori delle loro case da due ore di notte in avanti dopo li tocchi della campana, può quelli carcerare, e n'esigge la pena la Casa Marchesale ducati 6».

#### Palazzo Della Bella

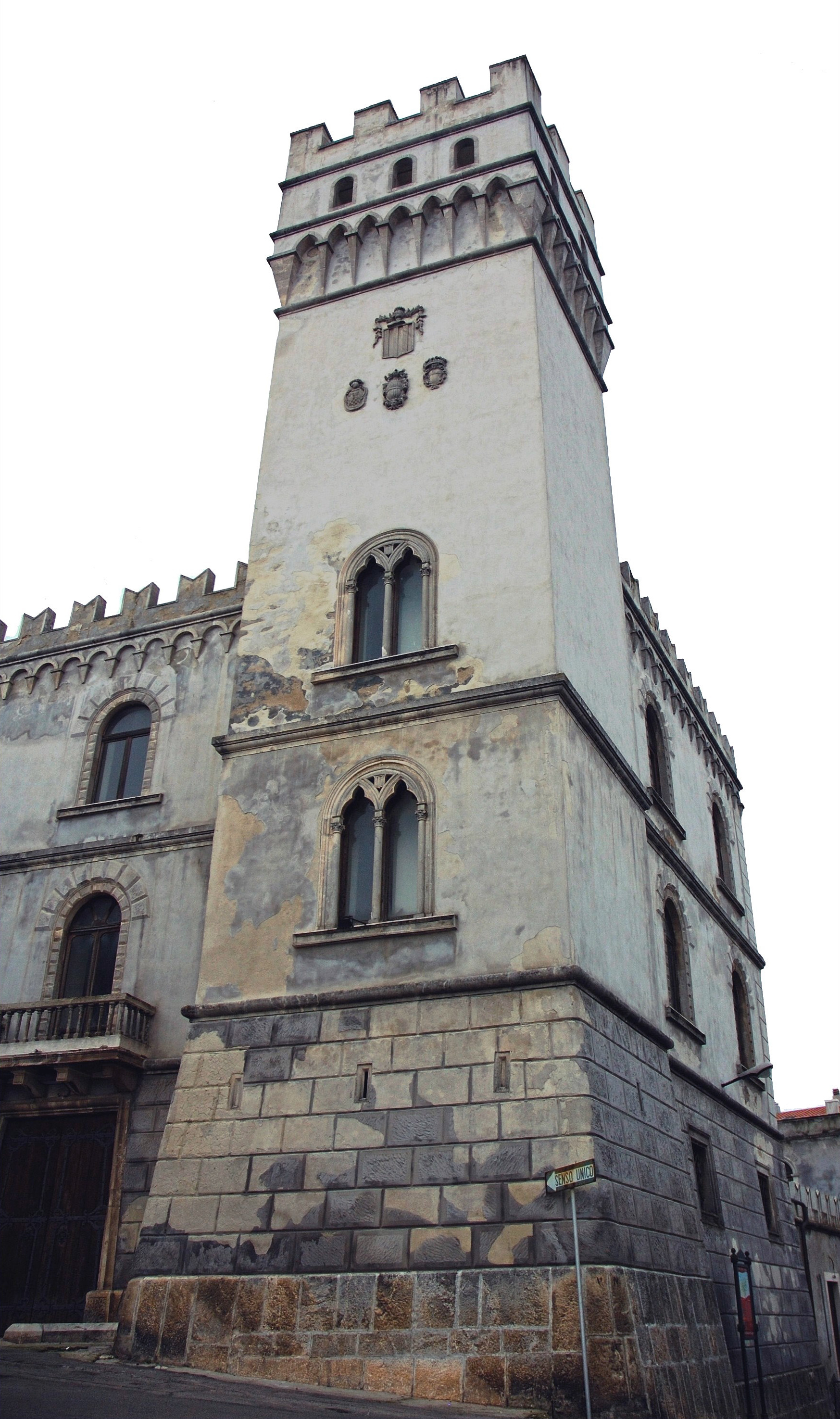
Palazzo della Bella

La sagoma della costruzione signorile introduce a Vico, all'aprirsi del secolo XX, una parentesi “fiorentina". Voluto da D. Ignazio Della Bella, il progetto, che si ispirava al modello trecentesco di palazzo Vecchio, si collocava nella corrente neo-gotica. Su due piani scanditi da cornici marcapiano e coronati da una merlatura a coda di rondine, presenta due corpi di fabbrica lungo Salita Della Bella e due antiche torri circolari. Sul sito dell'originaria torre d'angolo, di cui la famiglia Della Bella conserva documentazione fotografica, svetta oggi l'imponente torre, allungata da due bifore e coronata da ballatoio e merli guelfi (la merlatura del palazzo vichese inverte i tipi rappresentati in palazzo Vecchio).
Pure il corpo di fabbrica parallelepipedo, verso la chiesa di San Giuseppe, sembra, infatti, richiamare una preesistente torre, di cui il progettista volle forse conservare l'idea.

#### Vicolo del Bacio
Strada situata nel centro storico del borgo, nei pressi della chiesa di San Giuseppe. Larga non più di 50 centimetri e lunga meno di 30 metri, è luogo di incontro degli innamorati che, soprattutto durante la festa patronale di San Valentino del 14 febbraio, si danno appuntamento nel vicolo. In questo modo, a causa della ristrettezza del passaggio, gli innamorati sono costretti a "sfiorarsi". Percorrendo il Vicolo si arriva in una piccola piazza che prende il nome di Piazzetta di San Valentino, dedicata sia agli innamorati che al patrono di Vico. 

#### Villaggio Umbra
Villaggio sito nel cuore della Foresta Umbra, è sede di un museo della flora e fauna garganica in cui è ricostruito anche un antico villaggio di carbonai. È sede inoltre di una caserma aeronautica e di una forestale.

#### Il leccio monumentale del convento dei cappuccini
Albero caratteristico è il leccio (Quercus ilex) di Vico, un albero secolare posto davanti alla chiesa francescana di Vico. A trapiantarlo nella sua attuale posizione fu fra Nicola da Vico che morì nel 1719, in età avanzata. Nel 1934, durante una tempesta, un grosso ramo cadde, lasciando un vuoto visibile ancora oggi. La chioma dell'albero ha raggiunto l'altezza di 17 metri e la circonferenza del tronco è di circa 5 metri.

#### Il parco della Rimembranza
Nei pressi del convento di Santa Maria degli Angeli, commemora i caduti vichesi in guerra. Infatti ognuno degli alberi del parco è intitolato, tramite targhetta, ad un caduto. È possibile, inoltre, ammirare le valli che si stendono ai piedi del paese fino alla piana di Calenella che si estende fino al mare.

## Società

### Evoluzione demografica
Abitanti censiti

### Etnie e minoranze straniere
Al 31 dicembre 2023 la popolazione straniera era di 227 persone, pari al 3,15% della popolazione.

## Geografia antropica

### Frazioni

#### San Menaio

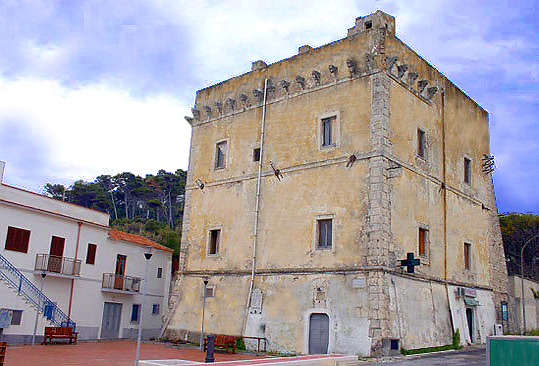
La torre dei Preposti

San Menaio, l'unica frazione di Vico del Gargano, si trova circa 7 km a Nord, sulla costa. È un borgo balneare che sorge lungo il percorso della litoranea SS89 tra Rodi Garganico e Peschici. Nota per la sua lunga spiaggia di sabbia finissima e per la pineta Marzini, foresta di pini d'Aleppo tra le più antiche e vaste d'Italia (che ne ricoprono il territorio e ne infiltrano l'abitato fino a lambirne l'arenile), deve gran parte della sua fama a Nicola Serena di Lapigio, che sin dai primi anni del Novecento ne decantò le bellezze nelle proprie opere, e all'artista Andrea Pazienza che vi risiedette al lungo e al quale nel 2008, a vent'anni dalla scomparsa, è stato intitolato il Lungomare orientale.

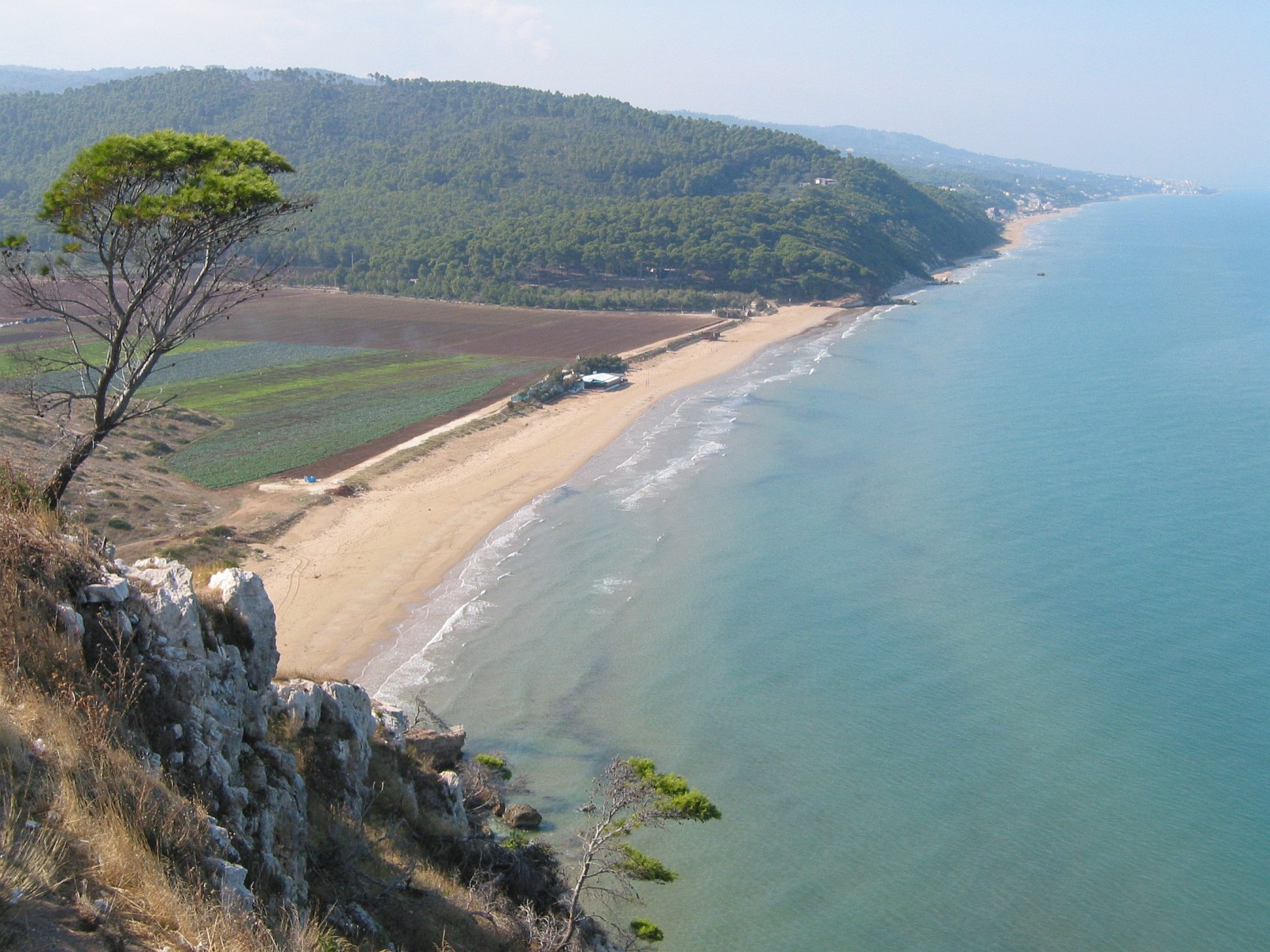
La pineta Marzini che si affaccia sulla spiaggia tra la Piana di Calenella e San Menaio

Degna di nota è la trecentesca torre dei Preposti, una fortificazione affacciata sul mare con funzioni di difesa e di dogana, che spezza la linearità del lungomare tra il nucleo storico di San Menaio e la zona residenziale di più recente costituzione detta "Murge Nere" per via della presenza di due grandi monoliti di roccia scura affioranti dal bagnasciuga.
San Menaio è inoltre conosciuta per i commerci di agrumi D.O.P. "Arancia bionda del Gargano" e "Limone Femminiello del Gargano" con America e Unione Europea.

## Economia
Oggi Vico del Gargano è un paese soprattutto agricolo. Nondimeno non si può non considerare la consolidata tradizione turistica nel territorio comunale grazie all'attrattiva rappresentata dalle bellezze naturali e dalle spiagge di San Menaio. Il turismo, infatti, si sviluppa essenzialmente nei mesi estivi e lungo la costa, dove si concentra l'offerta ricettiva più numerosa e di maggior livello. La zona submontana occupata dalla Foresta Umbra è meta apprezzata dagli appassionati dell'escursionismo e dell'orienteering.
I piatti tipici sono la paposcia, le orecchiette con le noci, l'insalata di arance, il capretto al "ruoto", la zuppa di pesce, le minestre con l'olio forte, i pancotti, i sospiri.
Alcune parti della serie tv Questo è il mio paese, in onda dal 2015, sono state girate in questa zona.

## Infrastrutture e trasporti
Vico del Gargano è servita dalla ferrovia San Severo-Peschici, gestita dalle Ferrovie del Gargano, che serve quattro stazioni ferroviarie ricomprese nel territorio comunale: la stazione di Murge Nere, la stazione di Vico-San Menaio, la stazione di Bellariva e la stazione di Peschici Calenella, quest'ultima a servizio del comune confinante di Peschici.

## Amministrazione
Di seguito è presentata una tabella relativa alle amministrazioni che si sono succedute in questo comune.
| Periodo          | Periodo         | Primo cittadino             | Partito                                   | Carica              | Note   |
| ---------------- | --------------- | --------------------------- | ----------------------------------------- | ------------------- | ------ |
| 27 febbraio 1989 | 10 giugno 1990  | Matteo Fiorentino           | Partito Socialista Italiano               | Sindaco             | [ 13 ] |
| 10 giugno 1990   | 27 gennaio 1994 | Giuseppe Pompeo Maratea     | Democrazia Cristiana                      | Sindaco             | [ 13 ] |
| 27 gennaio 1994  | 13 giugno 1994  | Orazio Ciliberti            |                                           | Comm. pref.         | [ 13 ] |
| 13 giugno 1994   | 25 maggio 1998  | Matteo Cannarozzi De Grazia | -                                         | Sindaco             | [ 13 ] |
| 25 maggio 1998   | 28 maggio 2002  | Matteo Cannarozzi De Grazia | lista civica                              | Sindaco             | [ 13 ] |
| 28 maggio 2002   | 6 novembre 2006 | Pierino Amicarelli          | centro-sinistra                           | Sindaco             | [ 13 ] |
| 7 novembre 2006  | 29 maggio 2007  | Michele Di Bari             |                                           | Comm. straordinario | [ 13 ] |
| 29 maggio 2007   | 8 maggio 2012   | Luigi Damiani               | lista civica                              | Sindaco             | [ 13 ] |
| 8 maggio 2012    | 5 febbraio 2013 | Pierino Amicarelli          |                                           | Sindaco             | [ 13 ] |
| 5 febbraio 2013  | 28 maggio 2013  | Daniela Aponte              |                                           | Comm. pref.         | [ 13 ] |
| 28 maggio 2013   | 14 maggio 2023  | Michele Sementino           | lista civica Insieme si può... Continuare | Sindaco             | [ 13 ] |

## Sport
La società di calcio locale è il Real Vico e milita nel campionato provinciale di Terza Categoria.

### Gemellaggi
- Senones
- Jettingen
- Marchin
- Vernio

### Altre informazioni amministrative
Vico del Gargano era parte dell'ormai soppressa Comunità Montana del Gargano, che raggruppava complessivamente 13 comuni.